# 1177
1177 (MCLXXVII) var ett normalår som började en lördag i den julianska kalendern.

## Händelser

### Maj
- Maj – Den engelske kungen Henrik II:s son Johan utnämns till herre över Irland. När Johan 1199 även blir kung av England överförs titeln därmed till den engelske monarken och förblir så fram till 1542, då den ersätts av titeln kung av Irland, vilken de engelska och brittiska monarkerna i sin tur innehar fram till 1801, då den uppgår i titeln kung av Storbritannien och Irland.

### Okänt datum
- Sverre Sigurdsson, som påstår sig vara utomäktenskaplig son till den förre norske kungen Sigurd Munn, utropar sig till kung av Norge i opposition mot den regerande kungen Magnus Erlingsson. Vid Magnus död 1184 blir Sverre ensam kung av Norge.
- Snorre Sturlassons Heimskringla (skriven på 1230-talet) sträcker sig fram till detta år.
- Absalon Hvide blir ärkebiskop av Lund.

## Födda
- Otto IV, tysk-romersk kejsare (född någon gång mellan detta år och 1182).
- Blanka av Navarra, regent i Champagne.

## Avlidna
- Walter Fitzalan, förste innehavaren av titeln High Steward of Scotland.
- Constance av Frankrike (grevinna av Toulouse)